# Amín al-Madžádž
Amín al-Madžádž (arabsky أمين المجاج‎) byl formálním starostou Východního Jeruzaléma v letech 1994–1999. Zastával tuto funkci po smrti předchozího starosty Rúhí al-Chatíba, který zemřel 5. července 1994 a který zastával fakticky tento starostenský post do okupace Východního Jeruzaléma Izraelem v roce 1967. Ve funkci ho v roce 1999 vystřídal Zaki al-Ghul. Tato pozice ale nemá praktické výkonné pravomoci a není uznávána izraelskou správou ve východní části města.